# Isla de Mull
La isla de Mull ([ˈmulə]ⓘ en gaélico escocés: Muile) es la segunda isla más grande del archipiélago de las Hébridas Interiores (por detrás de Skye) y la cuarta de Gran Bretaña. Está situada en la costa occidental de Escocia.

## Geografía
Mull tiene un litoral de 480 km y su clima está moderado por la corriente del golfo. Su relieve está marcado por las glaciaciones (glens). Tiene un núcleo montañoso, siendo el mayor pico de la isla el Ben More, que alcanza los 966 m s. n. m. Varias penínsulas, que son predominantemente páramos, irradian desde el centro.
La península de Aros hacia el norte incluye la ciudad principal de Tobermory, que era el burgh hasta 1973 cuando se abolieron los burghs. Aquí vive la mayoría de sus casi 2.000 habitantes, ciudad en la que se encuentra la única destilería. Otros asentamientos son Salen y Calgary. El Ross of Mull queda al suroeste e incluye los pueblos de Bunessan, Pennyghael, Uisken y Fionnphort. Lochbuie, Lochdon y Craignure quedan al este.
Numerosas islas quedan fuera de la costa oeste de Mull entre ellas Erraid, Iona y Ulva. Islotes deshabitados son Eorsa, Gometra, Inch Kenneth, Little Colonsay, las islas Treshnish y Staffa con su famosa gruta de Fingal. La isla de Calve es una isla deshabitada en la bahía de Tobermory.
Los dos faros de roca alejados son también visibles desde el suroeste de Mull, Dubh Artach y Skerryvore. Las Torran Rocks son una gran bajío de arrecifes, islotes y skerries (afloramientos rocosos), de aproximadamente 15 km² de extensión, ubicados a 3 kilómetros hacia el suroeste, entre la península de Ross of Mull y Dubh Artach.

### Orogénesis
La isla está dentro de la provincia ígnea terciaria británica, que debido a ello, tiene un origen volcánico. El volcán principal de la isla se llama también Mull, y era un estratovolcán, que durante el terciario; el volcán se colapsó, formando una gran caldera, convirtiéndose en uno de los complejos volcánicos más importante de toda la provincia ígnea del Atlántico Norte, ya que está expuesto restos del antigua magma que estaba dentro de la cámara magmática del volcán; con abundantes diques, coladas de lavas y como roca dominante, el basalto. 
La isla se originó cuando el Atlántico Norte se abrió, separando de Gran Bretaña de Norteamérica, a la que emergió el volcán de la isla. Las erupciones volcánicas del volcán fue la expulsión de rocas piroclásticas y grandes coladas de lavas, especialmente, por la parte del suroeste. También la isla está salpicado de diques que también expulsaron mucha lava durante el terciario.
El Grupo Meseta de Mull se formó a partir de las erupciones del volcán Mull y los diques, donde podemos encontrar una meseta ígnea en la península al sur de la isla. Esta meseta se llama Ross de Mull, formado de rocas graníticas.

## Fauna
La isla alberga más de 250 especies diferentes de aves, incluyendo el águila de cola blanca, reintroducida en la cercana isla de Rùm y emigró a Mull, donde ahora tiene un bastión. Ballenas enanas, focénidos y delfines están entre los animales marinos que pueden verse en tours en barco desde Mull.

## Galería

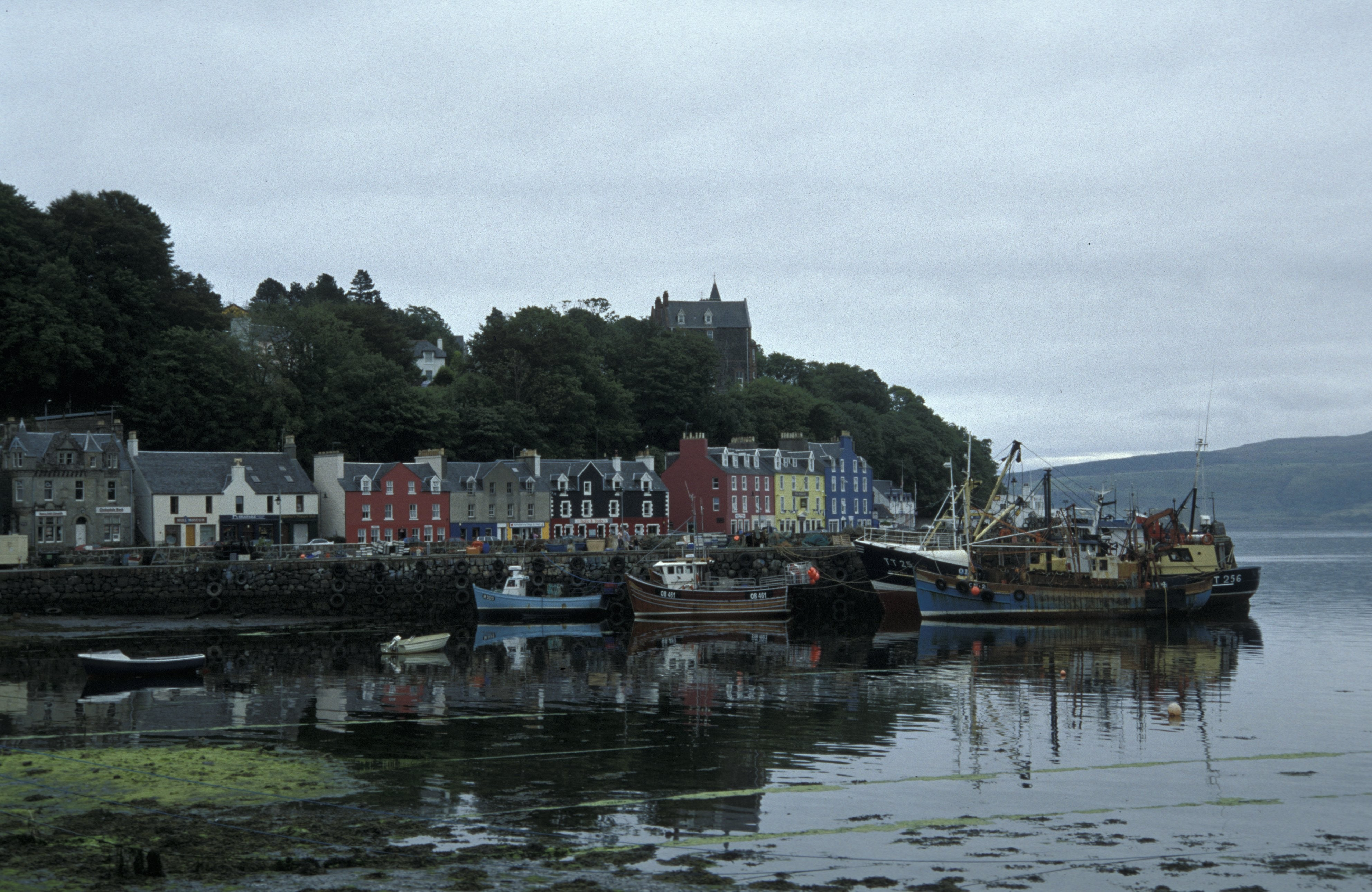
Tobermory
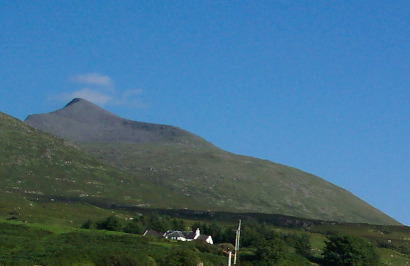
Ben More